# Lapphuvudspindel
Lapphuvudspindel (Walckenaeria karpinskii) är en spindelart som först beskrevs av O. Pickard-Cambridge 1873.  Lapphuvudspindel ingår i släktet Walckenaeria och familjen täckvävarspindlar. Arten är reproducerande i Sverige. Inga underarter finns listade i Catalogue of Life.